# Melapia macrolectaria
Melapia macrolectaria är en fjärilsart som beskrevs av Kazuo Ogata 1961. Melapia macrolectaria ingår i släktet Melapia och familjen nattflyn. Inga underarter finns listade i Catalogue of Life.